# Republika Nowogrodzka

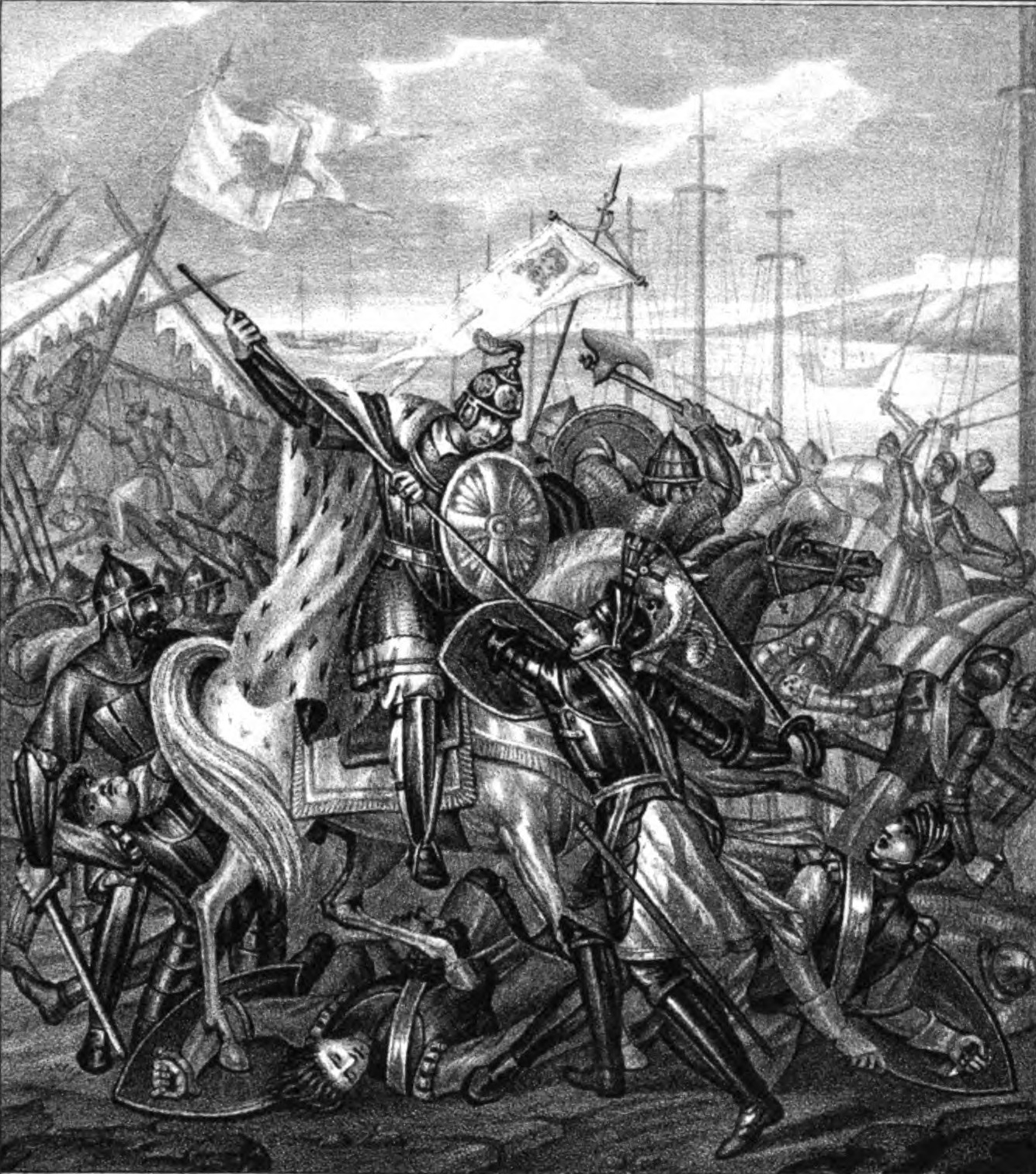
Bitwa Aleksandra Newskiego ze Szwedami w 1242 r. Ilustracja Borisa Czorikowa do książki Artysta Karamazin lub historia Rosji w obrazach (Sankt Petersburg, 1836)

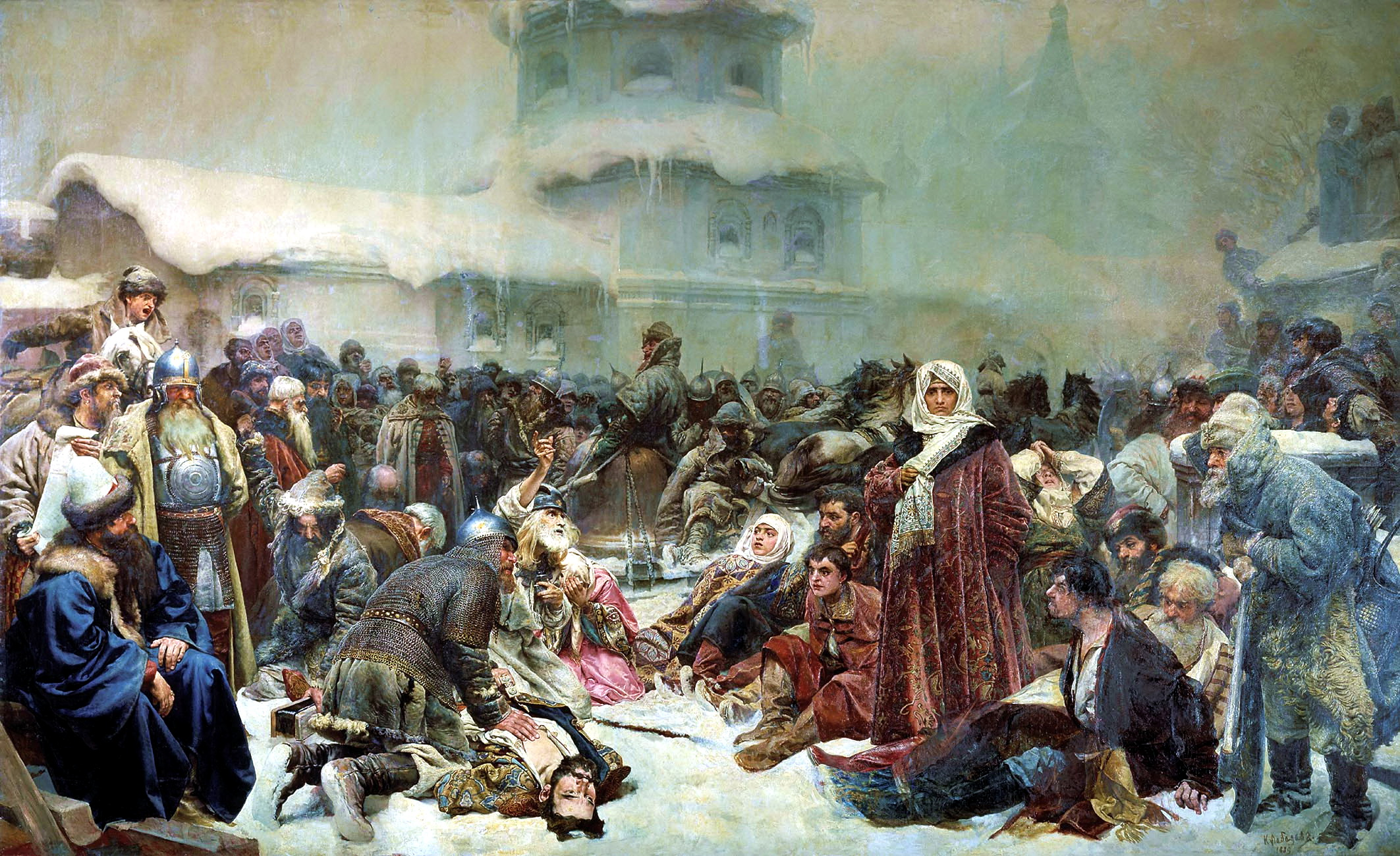
Posadnica Marta. Zniszczenie wieca nowogrodzkiego. Obraz pędzla Klaudiusza Lebiediewa, Galeria Trietiakowska, Moskwa

Republika Nowogrodzka, Rzeczpospolita Nowogrodzka (ros. Новгородская республика lub Новгородская земля, staroruski Новгородская земьля) – średniowieczne państwo ruskie istniejące w latach 1136–1478, położone pomiędzy Morzem Bałtyckim a Syberią. Powstało na skutek usamodzielnienia się Księstwa Nowogrodzkiego w czasie rozbicia dzielnicowego Rusi. W państwie o ustroju feudalnym rozwinęła się z czasem specyficzna forma demokracji.

## Historia
W wyniku rozdrobnienia Rusi Kijowskiej zapoczątkowanego śmiercią Jarosława Mądrego (1054), północna jej część – Księstwo Nowogrodzkie, uzyskało niezawisłość. Stolicą księstwa był największy ruski gród – Nowogród Wielki, z którym powiązane są początki państwowości ruskiej. W państwie tym szybko rozwinęła się specyficzna demokracja: zgromadzenie obywateli miasta (wiec), kupców i bojarów, wybierało najemnego władcę – księcia (mogło go też usunąć). Stąd też państwo to jest nazywane potocznie przez Rosjan Republiką Bojarską. Bojarzy i kupcy mieli znaczący wpływ na decyzje wiecu. Wybuchały też okresowo bunty spowodowane konfliktami społecznymi (1136, 1207, 1215, 1228).
Do 1169 r. Nowogród Wielki pozostawał w stosunku wasalnym do wielkich książąt kijowskich, w latach 1169–1389 do wielkich książąt włodzimierskich, a następnie moskiewskich. W XII-XV w. Nowogród zajął znaczne tereny położone między Bałtykiem a Uralem, a także część Zachodniej Syberii, tzw. „Jugrę”.

### Rządy Aleksandra Newskiego
Po klęsce sił rusko-połowieckich w bitwie nad Kałką (1223) Batu-chan podbił wszystkie państwa ruskie z wyjątkiem księstw połockiego, pińskiego oraz Republiki Nowogrodzkiej, która jednak zmuszona była uznać zwierzchność Mongołów i opłacać aż do końca swego istnienia trybut. Tatarzy nie przejęli bezpośrednich rządów w podbitych księstwach, zadowolili się każdorazowym zatwierdzaniem kandydata do tronu w każdym z nich.
W okresie panowania mongolskiego wodzem dużej rangi i zręcznym politykiem okazał się książę nowogrodzki Aleksander Newski z rodu Rurykowiczów. W 1236 został wybrany na księcia Nowogrodu. W tym czasie na zachodzie coraz większe zagrożenie stwarzał Zakon kawalerów mieczowych, a z północy zaczęli zagrażać Szwedzi. Aleksander Newski pokonał Szwedów w bitwie nad Newą (1240), stąd wziął się jego przydomek. W 1242 r. na zamarzniętym jeziorze Pejpus zwyciężył wojska Zakonu kawalerów mieczowych i zdobył Psków, co zapobiegło ekspansji Zakonu na ziemie ruskie. Następnie pokonał najeżdżające Nowogród wojska litewskie.
Będąc doskonałym dyplomatą, jednocześnie zawierał z Tatarami okresowe porozumienia. W 1249 r. otrzymał jarłyk na tytuł księcia kijowskiego, a w 1252 r. – wielkiego księcia włodzimierskiego. W 1257 r. odbył wraz z Tatarami ekspedycję karną do Nowogrodu, powstrzymującego się z wypłatą danin. Począwszy od 1259 r. Republika Nowogrodzka stała się częścią tzw. „iga mongolsko-tatarskiego”, systemu feudalnych zobowiązań i zależności ziem ruskich względem siebie oraz Złotej Ordy.

### XIV–XV wiek
Szwedzi, pomimo porażki w bitwie nad Newą w 1240 roku, podejmowali próby dalszej ekspansji. Walki ustały dopiero w 1323 roku, kiedy to między Szwecją i Republiką Nowogrodzką doszło do zawarcia pokoju w Nöteborgu (obecnie Szlisselburg).

#### Związki z Litwą i Polską
Przez niemal cały okres istnienia Republiki wszyscy wybierani przez wiec książęta nowogrodzcy byli zarazem książętami włodzimierskimi i moskiewskimi, a w początkowym okresie również suzdalskimi. W 1348 od Nowogrodu na mocy postanowień Układu z Bolotowa oderwał się Psków i stworzył niezależne państwo. W latach 1389–1392 oraz 1407–1412 Republika Nowogrodzka pozostawała przejściowo w stosunku lennym do Korony Królestwa Polskiego, związana osobą brata Jagiełły – Lingwenem. Poczet nowogrodzki brał udział w bitwie pod Grunwaldem (1410) walcząc przeciw Krzyżakom. W latach 1470–1471 związana z państwem litewskim osobą kniazia Michała Olelkowicza. Prawosławne arcybiskupstwo nowogrodzkie objął za wstawiennictwem Kazimierza Jagiellończyka metropolita kijowski Grzegorz II, zastępując zmarłego Jana, uznającego zwierzchnictwo metropolity moskiewskiego. Od 1471 do 1478 r. ponownie w unii personalnej z Wielkim Księstwem Moskiewskim. W okresie tym stronnictwo prolitewskie reprezentowała w Republice posadnica Marta Borecka, której polityka skłoniła do interwencji zbrojnej księcia nowogrodzkiego i moskiewskiego Iwana III i wcielenia Nowogrodu do Wielkiego Księstwa Moskiewskiego.

### W Wielkim Księstwie Moskiewskim i Carstwie Rosyjskim
Począwszy od czasów Iwana I Kality książęta moskiewscy dążyli do zjednoczenia całości ziem ruskich pod swoim berłem. 15 stycznia 1478 r. Republika Nowogrodzka została ostatecznie wcielona przez Iwana III Srogiego do Wielkiego Księstwa Moskiewskiego. Iwan III doprowadził do egzekucji głównych przedstawicieli wrogiej jego panowaniu elity nowogrodzkiej – oskarżając ich o „zdradę”. Znacznie większa część nieposłusznych bojarów została wywieziona do Moskwy. Wielki kniaź moskiewski utwierdzał na miejscu republikańskiej tradycji kulturę polityczną despotyzmu. Archiwum dyplomatyczne republiki kupieckiej zostało wywiezione do Moskwy, by dostarczyć dowodów „zdrady”, czyli układów Nowogrodu z Litwą i królem polskim. Nastąpiły kolejne masowe deportacje ludności i osiedlenie na jej miejsce lojalnych wobec Iwana III osadników z centrum państwa moskiewskiego. Rada miejska i rody bojarskie promoskiewskie złożyły przysięgę na wierność carowi. Kronikarz Maciej z Miechowa ubolewał, że „książę moskiewski, w roku 1479, wyrwał Nowogród z rąk Kazimierza [Jagiellończyka], wielkiego księcia litewskiego,” dając tym samym do zrozumienia, że w ówczesnej Rzeczypospolitej Republikę Nowogrodzką uważano za część litewskiej dziedziny.
W drodze unifikacji ustroju państwowego i systemu prawnego przez Moskwę część zwyczajów Nowogrodu zniesiono (m.in. wiec), część została zaadaptowana w nowym kodeksie prawnym Wielkiego Księstwa Moskiewskiego (m.in. Sudiebnik z 1497 r. i Domostroj). W 1494 r. zlikwidowano kantor Hanzy. Niemniej za rządów cara Iwana III Srogiego Nowogród cieszył się specjalnymi przywilejami w porównaniu z pozostałymi miastami Rosji, m.in. dysponował prawem do pobierania własnych podatków.
Na przełomie 1569 i 1570 r. car Iwan IV Groźny z pomocą oddziałów opryczniny zdobył i zniszczył Nowogród Wielki wraz z wszystkimi innymi miastami Rosji na drodze z Moskwy do Nowogrodu. Pretekstem do ekspedycji były spiski bojarskie przeciw władzy carskiej w północnej Rosji oraz domniemane potajemne pertraktacje nowogrodzkiej rady miejskiej z Litwą. Zdrada nowogrodzkiej rady miejskiej była najprawdopodobniej wymysłem dowódców opryczniny, Maluty Skuratowa i Wasyla Griaznego w celu osiągnięcia własnych korzyści. Pod wpływem swoich doradców car zdecydował się wysłać ekspedycję karną przeciw miastu, co skończyło się tzw. „masakrą nowogrodzką” (1570). W ciągu sześciu tygodni zginęło według różnych źródeł od 25 tys. do 700 tys. mieszkańców Nowogrodu i innych miast Rosji, przy czym całkowita liczba ludności samego Nowogrodu w 1545 r. wynosiła 35 tys. osób. Majątki cerkiewne, kupieckie i bojarskie w Nowogrodzie uległy konfiskacie.
W czasie wojen inflanckich i okresie wielkiej smuty miasto było centrum oporu przeciw wojskom polsko-litewskim na północnym zachodzie Carstwa Rosyjskiego. W mieście stacjonował garnizon wojsk kniazia Michaiła Skopin-Szujskiego i sojuszniczych wojsk szwedzkich. Miasto straciło nieco na znaczeniu po założeniu Petersburga w 1703 r. W okresie radzieckim nastąpił gwałtowny wzrost liczby ludności z ok. 54 tys. w 1945 r. do ok. 235 tys. w 1991 r., doszło do rozwoju miasta i przemysłu. Dziś Nowogród Wielki jest stolicą obwodu nowogrodzkiego.
Republika Nowogrodzka stanowi jeden z najczęściej poruszanych tematów w narodowej mitologii, malarstwie, literaturze i historiografii rosyjskiej. Tradycje nowogrodzkie zostały przedstawione m.in. w radzieckim filmie Aleksander Newski Siergieja Eisensteina z 1938 r. Nowogrodzkie gramoty prawne (1440, 1471) wraz z Ruską Prawdą legły u podstaw prawa przyszłego Carstwa Rosyjskiego. Wielki wpływ na literaturę rosyjską wywarło również piśmiennictwo nowogrodzkie. Z Nowogrodu pochodzą najstarsze zabytki literatury ruskiej, m.in. Ewangeliarz Ostromira i Kodeks Nowogrodzki.

## Nowogród

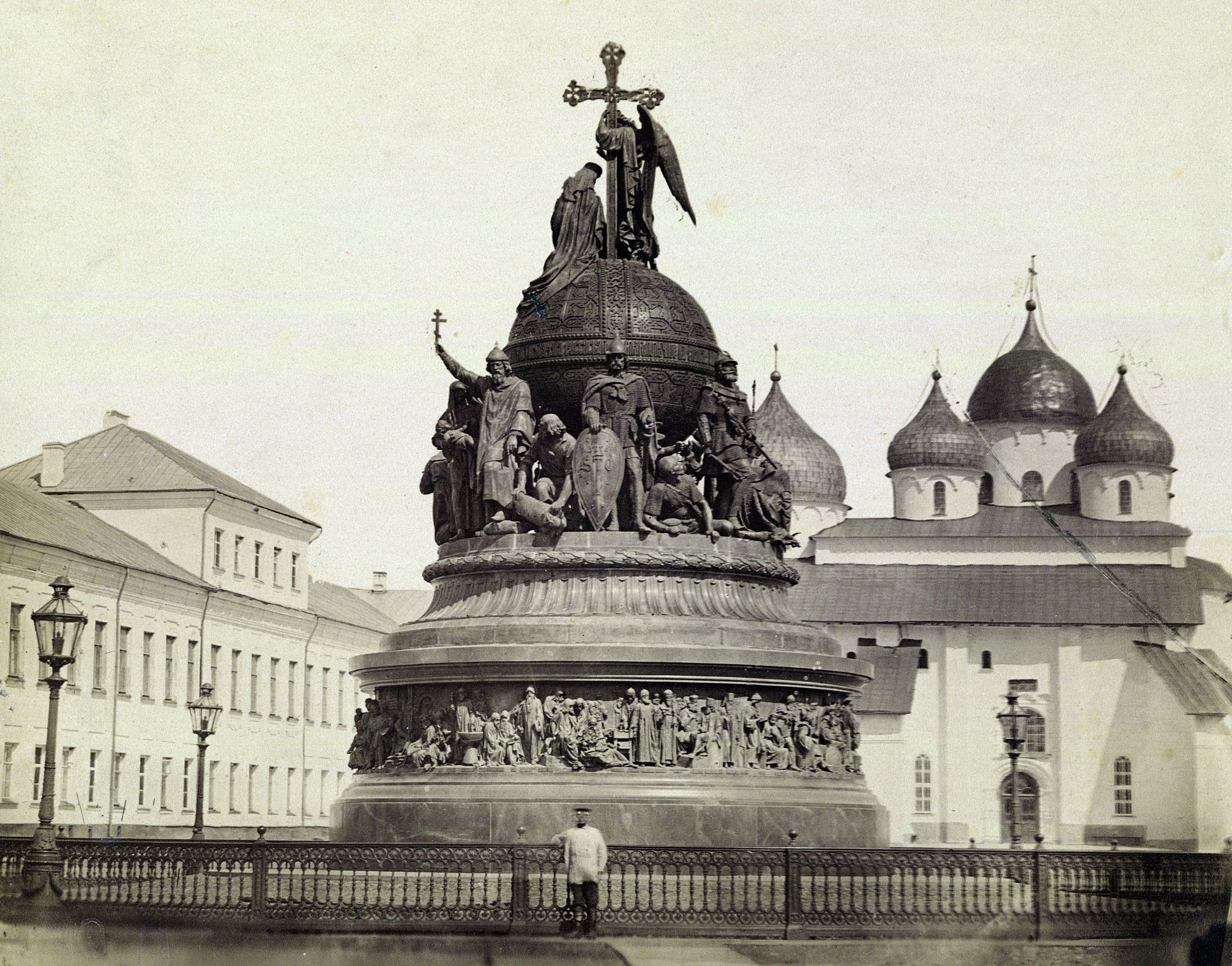
Pomnik tysiąclecia Rosji w Nowogrodzie Wielkim. Założenie Nowogrodu Wielkiego przez kniazia Ruryka w 862 r. uważa się za początek historii Rusi

Miasto Nowogród powstało w VIII w. jako osada słowiańska, do XII w. pozostawało największym i jednym z najstarszych ruskich grodów, zwanym „Panem Nowogrodem Wielkim”. Przybycie Ruryka do Nowogrodu w 862 r. jest uznawane za symboliczny początek historii Rusi. Po ekspedycji karnej Iwana IV Groźnego miasto podupadło i straciło przydomek „Wielki”. Oficjalnie uzyskało go z powrotem w 1998 r.